# Extrem laut und unglaublich nah
Der Roman Extrem laut und unglaublich nah (englischer Originaltitel Extremely Loud and Incredibly Close) von Jonathan Safran Foer wurde im Jahr 2005 veröffentlicht. Das Buch spielt in der Zeit der Terroranschläge vom 11. September 2001 bzw. kurz danach und mit mehreren Rückblicken in die Zeit des Zweiten Weltkriegs, unter anderem auf die Luftangriffe auf Dresden.

## Inhalt
Der Roman handelt vom neunjährigen Jungen Oskar Schell, der scheinbar unter Autismus leidet. Er bezeichnet sich selbst als einen Erfinder und erfindet auf seine Art und Weise Dinge, die für ihn lebenswichtig erscheinen. Er lebt zusammen mit seiner Mutter in New York und hat seinen Vater bei den Terroranschlägen am 11. September 2001 verloren. Oskar versucht den Tod seines Vaters zu verarbeiten und macht sich immer wieder Gedanken darüber, wie sein Vater gestorben ist, ob er gesprungen oder vielleicht auch verbrannt ist. Aus Neugier betritt er den Wandschrank seines Vaters, entdeckt auf einem Regal eine blaue Vase und versucht diese herunterzuholen, wobei sie ihm aus der Hand fällt und zerbricht. Inmitten der Scherben liegt ein Umschlag mit der Aufschrift „Black“, der einen kleinen Schlüssel enthält. Fest davon überzeugt, dass dieser Name etwas mit einer vermeintlichen Nachricht seines Vaters zu tun hat, beschließt Oskar, alle Personen in New York mit diesem Namen in alphabetischer Reihenfolge aufzusuchen, um das Schloss zum Schlüssel zu finden.
Als eine der ersten trifft Oskar die 48-jährige Abby Black, und sie freunden sich an. Oskar sucht weiter die Stadt ab, wo er gegen Ende seiner Suche „den Mieter“ trifft (der tatsächlich Oskars Großvater ist). Kurz nach ihrem ersten Treffen ruft Abby ihn an und gibt zu, etwas verheimlicht zu haben. Oskar hört die Nachricht allerdings erst acht Monate später ab. Sie verweist ihn an ihren ehemaligen Ehemann, William Black. Von dem erfährt Oskar, dass der Schlüssel von dessen Vater stammt. Oskar erzählt ihm von der letzten Nachricht seines Vaters während 9/11 und übergibt ihm dann den Schlüssel, enttäuscht darüber, dass der Schlüssel nichts mit ihm zu tun hat. Bald darauf entdeckt er, dass seine Mutter von seiner Suche wusste und vor ihm jeden mit Namen Black anrief, sodass die Leute ihn freundlich empfingen.
Parallel zu Oskars Suche wird die Geschichte von Oskars Großvater und Vater in Briefen erzählt, in denen es um den Zweiten Weltkrieg und die Liebe zwischen den Großeltern geht. Weitere Briefe seiner Großmutter an Oskar schildern die Ehe der Großeltern sowie Oskars Bedeutung für sie.

## Verfilmung
Der Roman wurde im Jahr 2011 unter dem Titel Extrem laut & unglaublich nah verfilmt. Das US-amerikanische Filmdrama, bei dem Stephen Daldry Regie führte, wurde im Jahr 2012 für zwei Oscars nominiert.

## Ausgaben (Auswahl)
- Extrem laut und unglaublich nah. Deutsch von Henning Ahrens, Kiepenheuer und Witsch, Köln 2005, ISBN 3-462-03607-6
  - Rezension der Übersetzung: Aufs Blech getrommelt, von Caroline Grunwald, ReLÜ, 2, 2005
- Extremely Loud and Incredibly Close. Houghton Mifflin, Boston 2005, ISBN 0-618-32970-6.